# Evacanthus trimaculatus
Evacanthus trimaculatus är en insektsart som beskrevs av Kuoh 1987. Evacanthus trimaculatus ingår i släktet Evacanthus och familjen dvärgstritar. Inga underarter finns listade i Catalogue of Life.